# السفارة السعودية في تايبيه
سفارة المملكة العربية السعودية في تايبيه (بالصينية التقليدية: 沙烏地阿拉伯商務辦事處)، هي بعثة دبلوماسية سعودية تقع العاصمة تايوان ويترأس البعثة سفير خادم الحرمين الشريفين الدكتور/ رأفت بن أحمد السيد.

## وصلات خارجية
- موقع سفارة المملكة العربية السعودية في تايبيه
- وزارة الخارجية السعودية (بالعربية)
- sato_tpe على تويتر.
- Ministry of Foreign Affairs of Kingdom of Saudi Arabia (بالإنجليزية)